# Singin' the Blues
Singin' the Blues est le premier album du chanteur américain de blues B. B. King (Riley B. King de son vrai nom), sorti en 1956.

## Historique
Cet album, paru en 1956, regroupe les premiers succès de B. B. King, dont la plupart sont des morceaux de jump blues.
Le disque est sorti sous la référence Crown 5020 sur le label Crown, une des filiales low-cost du label Modern Records, un des principaux labels de musique blues et R&B durant les années 1940 et 1950, fondé en 1945 par les frères Jules, Joe, Lester et Saul Bihari,.
Tous les morceaux du disque sont crédités à Riley King et à Jules Taub, Jules Taub étant le pseudonyme de Jules Bihari (Julius Jeramiah Bihari), l'aîné des frères Bihari. La plupart des historiens estiment cependant qu'il est très peu probable que Taub ait réellement participé à la composition des morceaux dont il est crédité, le but étant probablement de capter une partie des droits d'auteur.

## Liste des morceaux
| 1.    | Please Love Me             | King - Taub | 2:51 |
| 2.    | You Upset Me Baby          | King - Taub | 3:04 |
| 3.    | Every Day I Have the Blues | King - Taub | 2:49 |
| 4.    | Bad Luck                   | King - Taub | 2:54 |
| 5.    | 3 O'Clock Blues            | King - Taub | 3:03 |
| 6.    | Blind Love                 | King - Taub | 3:06 |
| 7.    | Woke Up This Morning       | King - Taub | 2:59 |
| 8.    | You Know I Love You        | King - Taub | 3:06 |
| 9.    | Sweet Little Angel         | King - Taub | 3:00 |
| 10.   | Ten Long Years             | King - Taub | 2:49 |
| 11.   | Did You Ever Love a Woman  | King - Taub | 2:34 |
| 12.   | Crying Won't Help You      | King - Taub | 3:00 |
| 35:24 |                            |             |      |